# 21250 Камікоті
21250 Камікоті (21250 Kamikouchi) — астероїд головного поясу, відкритий 17 грудня 1995 року.
Тіссеранів параметр щодо Юпітера — 3,310.